# Marina Watanabe
Pour les articles homonymes, voir Watanabe.
Marina Watanabe (渡辺 満里奈, Watanabe Marina, née le 18 novembre 1970 à Tokyo, Japon) est une chanteuse, actrice, présentatrice TV, écrivaine, ex-idole japonaise dans les années 1980. 

## Biographie
Elle  débute en 1986 en rejoignant le groupe pop féminin Onyanko Club sous le numéro "36", sans lien de parenté avec sa collègue homonyme Minayo Watanabe. Elle en devient vite un des membres les plus populaires, et débute parallèlement en solo avec le tube Shin Koukyû Shite fin 1986. Elle continue sa carrière solo après la séparation du groupe en 1987, sortant de nombreux disques pendant une dizaine d'années. Elle joue aussi dans quelques drama, et anime des émissions télévisées. Elle est toujours connue dans les années 2000 pour ses livres sur la mode et les voyages. Elle se marie en 2005 et a deux enfants par la suite.

## Discographie

### Singles
- Shin Koukyuu Shite (1986)
- White Rabbit kara no Message (1987)
- Marina no Natsu (1987)
- Natsuyasumi dake no Side Seat (1987)
- Chiisana Breakin' my heart (1987)
- Mitsumete Agetai (1988)
- Natsu no Tanpen (1988)
- Mou Yume kara Samenaide (1988)
- Calendar (1989)
- Niji no Shounen (1989)
- Mune ga Ippai (1989)
- Atarashii Kimochi (1990)
- Daisukina Shirt (1990)
- Shiawase no Rinkaku (1991)
- Birthday Boy (1992)
- Ureshii Yokan (1995)
- Taiyou to Hanauta (1997) (en duo avec Ranran Suzuki)

### Albums
- MARINA (1987)
- EVERGREEN (1987)
- CHRISTMAS TALES (1987) (mini-album)
- SUNNY SIDE (1988)
- MISS (1989)
- TWO OF US (1989)
- a piece of cake! (1990)
- mood moonish (1991)
- Ring-a-Bell (1996)

Compilations
- DIARY (1988)
- FUNNY FACE (1990)
- Watanabe Marina Best Collection (1997)
- Marina Watanabe All In One (2006) (Coffret)

## Dramas
- Kangofu Akademi-, Fuji TV 1987
- Osana zuma! Mama ha Abunai 17sai!, Fuji TV 1987
- Tokimekizakari, Fuji TV 1988
- Shinkon Monogatari, NTV 1988
- Yo nimo Kimyouna Monogatari, Fuji TV 1990, 1991, 1992
- Waru, Yomiuri TV 1992
- O-cha no Ma, Yomiuri TV 1993
- Kachou-san no Yakudoshi, TBS 1993
- Moshimo Negai ga Kanau nara, TBS 1994
- KAMI-san no Waruguchi 2, TBS 1995
- Dear Woman, TBS 1996
- Peach na Kankei, NTV 1999
- Face ~ Mishiranu Koibito, NTV 2001

## Livres
- Marina no Tamashii
- Marina no Tabibukure - Tawawa Taiwan -
- Kanro na Gohoubi
- Pilates Dō